# Chevel Lachiš
Chevel Lachiš (hebrejsky: חבל לכיש, doslova „Oblast Lachiš“) je blok plánovitě zřizovaných zemědělských vesnic včetně města Kirjat Gat v Izraeli. Je pojmenován podle starověkého města Lachiš, jehož zbytky se tu dodnes dochovaly.

## Geografická poloha
Rozkládá se na pomezí Jižního a Jeruzalémského distriktu, v zemědělsky intenzivně využívané pobřežní planině, v regionu Šefela, nedaleko severního okraje Negevské pouště. Zčásti též na okraji Judských hor.
Nadmořská výška regionu se pohybuje okolo 100 metrů, v okrajových částech na pomezí Judských hor až do 400 metrů nad mořem. Krajinný reliéf je v Šefele plochý nebo jen mírně zvlněný, v Judských horách výrazněji strukturovaný. Krajinu člení četná vádí a potoky, zejména Lachiš nebo Nachal Guvrin. Na dopravní síť je region napojen pomocí početné sítě dálnic. V severojižním směru je to zejména dálnice číslo 40 a s ní paralelně vedená nově zbudovaná dálnice číslo 6 (Transizraelská dálnice). Ve východozápadním směru je to například dálnice číslo 35. Severojižním směrem tudy vede rovněž železniční trať z Tel Avivu do Beerševy.

## Dějiny

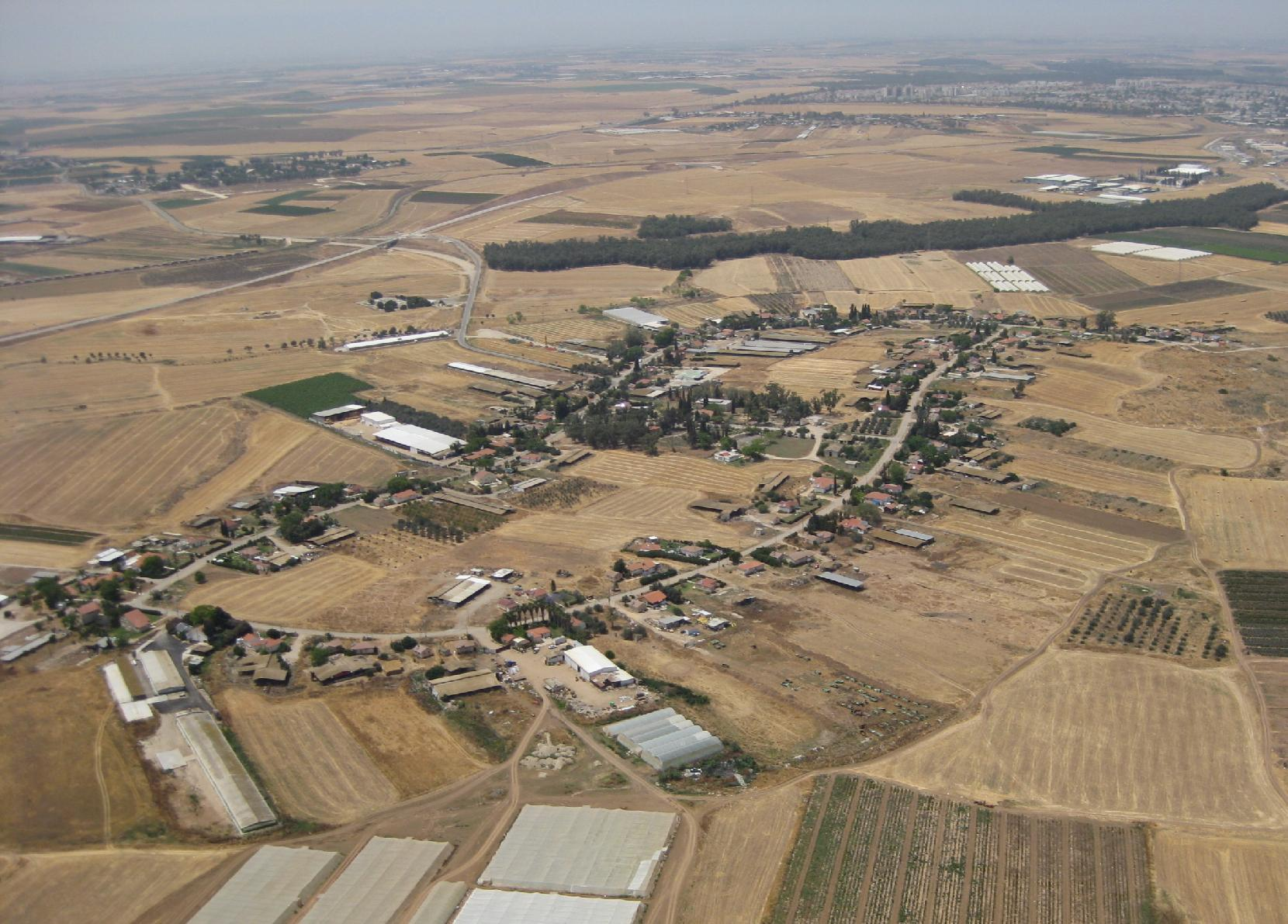
Letecký pohled na mošav No'am

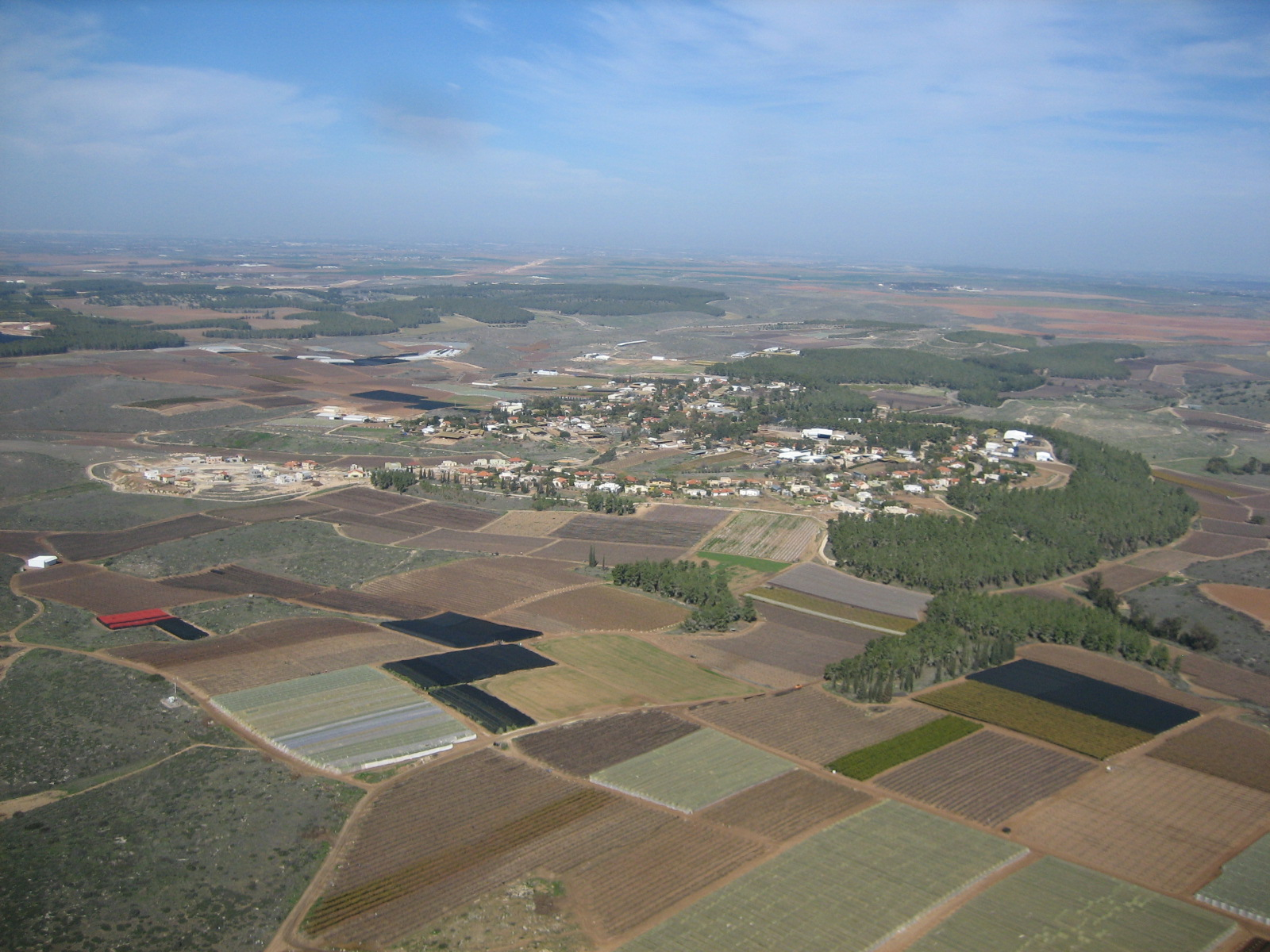
Letecký pohled na mošav Lachiš

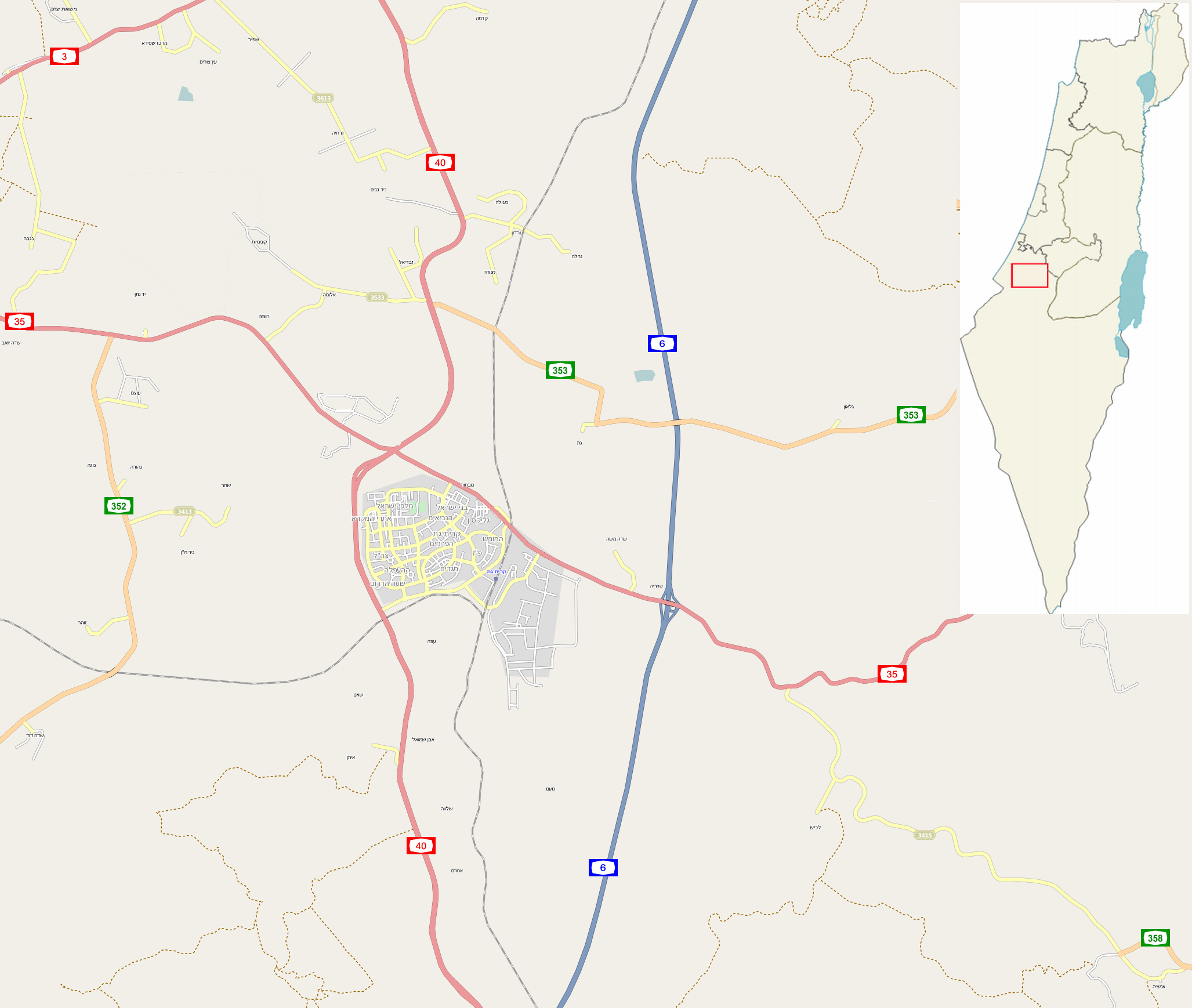
Mapa okolí města Kirjat Gat

Novověké židovské osidlování tohoto regionu začalo ve větší míře až po válce za nezávislost tedy po roce 1948, kdy jej ovládla izraelská armáda a kdy došlo k vysídlení většiny zdejší arabské populace. Předtím tu kromě poměrně hustého arabského vesnického osídlení existovalo jen několik židovských vesnic: Negba (založena 1939), Gat (založen 1941) a Gal On (založen 1946). Nedaleko odtud stála už od roku 1937 židovská osada Kfar Menachem.
První osidlovací vlna nastala bezprostředně po roce 1948, kdy tu došlo ke vzniku několika shluků židovských osad. Teprve v polovině 50. let 20. století zde ale započala plánovitá výstavba sídelní sítě sestávající ze zemědělských vesnic a městského centra v podobě města Kirjat Gat. Kromě ovládnutí dosud periferního regionu a posílení židovských demografických pozic v této oblasti na spojnici Západního břehu Jordánu a pásma Gazy ovládaných tehdy nepřátelským Jordánským královstvím a Egyptem měl osidlovací program Chevel Lachiš poskytnout ubytování pro nové židovské přistěhovalce.
Urgentnost plánů na masivní regionální síť nových vesnic a měst byla zesílena novou imigrační vlnou Židů do Izraele po roce 1954. Šlo zejména o přistěhovalce ze severní Afriky. Izraelská vláda nechtěla opakovat situaci z přelomu 40. a 50. let 20. století, kdy přistěhovalecké masy musely být dočasně ubytovány v nevyhovujících provizorních táborech (takzvané ma'abarot). Na rozprostření populace do okrajových regionu, mimo velká města a blíže k nepřátelským hranicím naléhal i David ben Gurion, který sám opustil dočasně vrcholnou politiku a odešel budovat kibuc Sde Boker v Negevu. Oficiální start zřizování bloku Chevel Lachiš nastal roku 1955. Jako úplně první byla 24. května 1955 slavnostně založena vesnice Ocem, do které se nastěhovali Židé z Maroka. V září téhož roku bylo také založeno město Kirjat Gat coby regionální centrum. Kromě města a zemědělského zázemí projekt počítal i se vznikem tří polovojenských osad typu Nachal poblíž hranice se Západním břehem. Průběh osidlování Chevel Lachiš řídil v letech 1955-1957 izraelský politik a funkcionář Židovské agentury Arje Eli'av.
V roce 1963 měl blok Chevel Lachiš rozlohu cca 225 000 akrů (cca 900 kilometrů čtverečních), z toho 65 000 akrů (260 kilometrů čtverečních) tvořila obdělávaná půda. Obsahoval 56 vesnic, z toho 27 zbudovaných od roku 1955, a město Kirjat Gat. Populace čítala 31 500 obyvatel, z toho 15 000 v Kirjat Gat a 16 500 ve venkovských sídlech. Hlavními zdroji obživy bylo na venkově pěstování cukrové řepy, bavlny, burských oříšků a zeleniny. Dále chov dobytka a produkce mléka. V Kirjat Gat byl budován průmysl. Šlo o největší podobný regionální osidlovací program v Izraeli. V roce 1957 navíc na severovýchodním okraji regionu započalo zřizování další plánovité sídelní soustavy v oblasti Chevel Adulam.
Region Chevel Lachiš zahrnuje desítky obcí na území oblastních rad Lachiš, Jo'av a Šafir. V jeho rámci bylo zpočátku budováno i několik vesnice ležících v Oblastní radě Mate Jehuda, tedy v Jeruzalémském distriktu. Šlo například o vesnici Sdot Micha nebo Gefen. Pak ale byly přeřazeny do regionu Jeruzalémského koridoru, se kterým více sdílely přírodní i ekonomické podmínky a potíže. Doplňování sídelní sítě zde pokračuje sporadicky i koncem 20. a počátkem 21. století.